# Pseudorhaphitoma bipyramidata
Pseudorhaphitoma bipyramidata é uma espécie de gastrópode do gênero Pseudorhaphitoma, pertencente a família Mangeliidae.